# Рањено срце (ТВ серија из 2006)
Рањено срце (грч. Της αγάπης μαχαιριά) грчка је серија снимана 2006.
У Србији је приказивана 2012. на телевизији Прва.

## Синопсис
Када између породица кључа мржња и када је једини циљ освета, само љубав може да савлада гнев и помири зараћене стране.
Радња серије смештена је на Крит где већ вековима уназад породице Стаматакис и Левентојани живе за дан када ће се једна другој осветити за грехе из прошлости. Њихове планове ће пореметити Сифис Стаматакис, младић који се заљубљује у прелепу Марију Левентојанис. Они су потпуно несвесни мржње која годинама раздире њихове породице, а када се двадесетогодишња Марија врати на Крит, свађа се распламсава и доводи до насиља... Ухваћени у вртлогу мржње Сифис и Марија морају да се суоче са бесом својих породица, помире разлике и избришу прошлост која прети да уништи њихове животе. 
Да ли је љубав довољно јака да угаси пламен мржње и спречи да смрт закуца на врата?

## Улоге
| Глумац:              | Улога:                |
| -------------------- | --------------------- |
| Феј Зафираку         | Марија Левентојани    |
| Костас Сомер         | Сифис Стаматакис      |
| Јанис Воглис         | Маркос Левентојанис   |
| Маријана Полихрониди | Пелагија Левентојанис |
| Спирос Вокас         | Антонис Стаматакис    |
| Мелина Ботели        | Уранија Стаматаки     |
| Бабис Аладзас        | Ираклис Стаматакис    |
| Никос Верлекис       | Лефтерис Левентојанис |
| Тони Димитрију       | Костантис             |
| Надија Делијани      | Арети                 |
| Леонидас Какурис     | Јанис                 |
| Јосиф Маринакис      | Јоргис                |
| Регина Панделиду     | Олга                  |